# 马扎尔学
马扎尔学（匈牙利語：magyarságtudomány）或匈牙利研究（匈牙利語：Hungarológia），是一门研究和传播匈牙利文化的学科，汇集了与马扎尔人、匈牙利和匈牙利语相关的不同学科领域，如语言、文学、艺术、民族学等。